# ایوان نوئل
ایوان نوئل (اسپانیایی: Iván Noel‎؛ زادهٔ ۱۹۶۸ میلادی) یک فیلم‌نامه‌نویس، تهیه‌کننده فیلم، تدوین‌گر، فیلم‌بردار، کارگردان فیلم، و آهنگساز اهل اسپانیا است. وی مدتی ساکن فرانسه بود و هم‌اکنون در آرژانتین زندگی می‌کند.
از فیلم‌ها یا مجموعه‌های تلویزیونی که وی در آن‌ها نقش داشته‌است می‌توان به «در غیاب تو» اشاره نمود.